# Кокадой
Кокадой (чечен. Кхокхада) — село в Итум-Калинском районе Чеченской Республики. Административный центр Кокадойского сельского поселения.

## География

Кокадойское сельское поселение на карте Итум-Калинского района

Село расположено на левом берегу реки Аргун, в 1 км к северу от районного центра Итум-Кали.
Ближайшие населённые пункты: на севере — село Конжухой, на юге — село райцентр Итум-Кали, на востоке — село Нижний Херахой.
Имеется два аула с одним и тем же названием Верхний Кокадой (чечен. Лакха Кхокхада) и Нижний Кокадой (чечен. Лаха Кхокхада), расположенные недалеко друг от друга.

## История
Основателями села являются выходцы из тайпа ЧIантий, на высоком труднодоступном гребне располагается крепость Бек-Кхайл с двумя башнями, а также имеет крепость Буки-ГIал со склепами и жилыми башнями. В 1944 году коренное население ЧИ АССР было выселено. После восстановления ЧИ АССР чеченцам было запрещено возвращаться в свои исконные районы: Галанчожский, Шатойский и Итум-Калинский.

### В древности
В 1960 году вблиз селения были проведены раскопки, обнаружен древний могильник состоящий из каменных ящиков и склепов. На территории могильника были вскрыты 9 каменных ящиков и 8 склепов. В них обнаружено большое число разных предметов: фрагменты неизвестного деревянного предмета, обитого бронзовой пластиной, обломки железного ножа, железное колечко, стеклянные бусы конусообразной формы разных размеров, кусок витой бронзовой нитки, обломки железного огнива, фрагменты бронзовой серьги в виде колечек с гроздевидными подвесками и некоторые другие предметы. Визуальный осмотр показал около 20 подземных склепов, сильно пострадавших от разрушений.

### Памятники средневекового зодчества

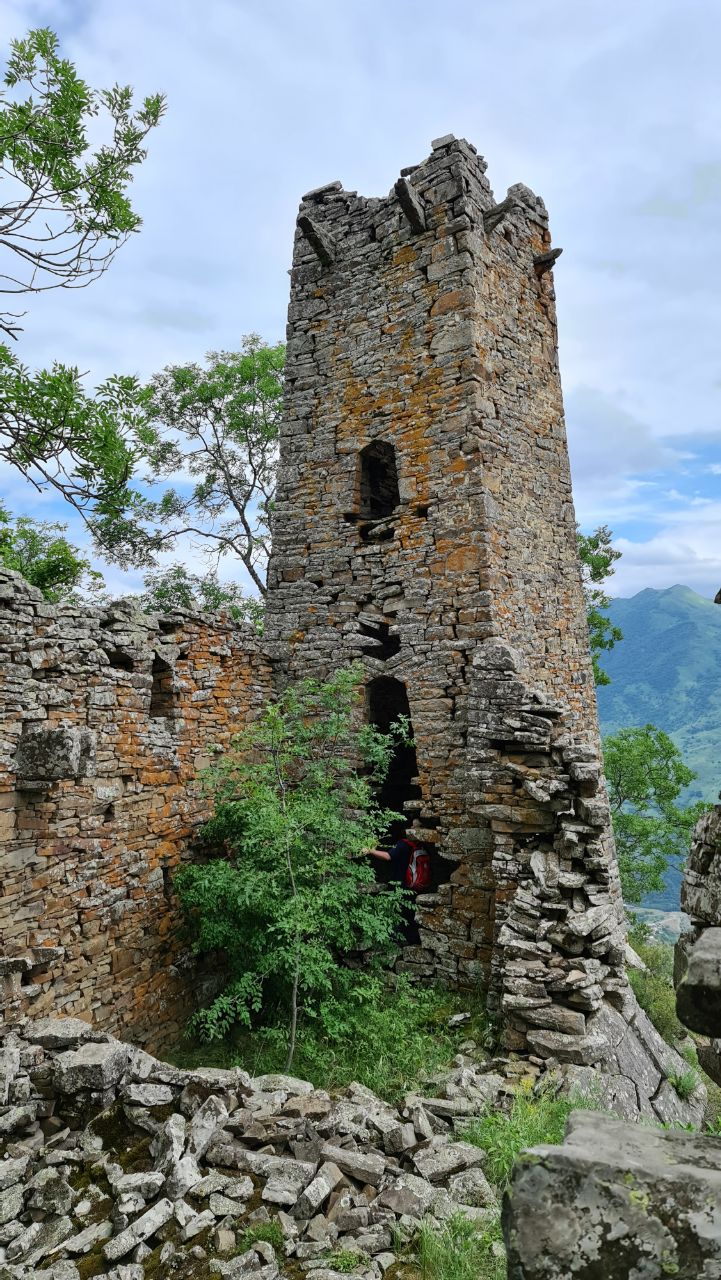
Бекхайла (Бек-Кхайл) башня на северо-западе от местности Дукълой на гребне горы Бекхайла

К северо-востоку от селения Итум-Кали (чеч. Итон Кхел-ли), рядом с поселением Нижний Кокадой (Кохт, Кхокхада), сохранились останки башни. Она расположена на правом берегу реки Чанты-Аргун, на вершине. От боевого строения отчасти сохранились западная (задняя) стена и обломок северной (боковой) стены. Руины возносят на два с половиной этажа. В западной стене три ряда бойниц, одна из них (в центре части стены) имеет треугольную форму. За поселком Верхний Кокадой и речкой Коктой-Ахк, в местности Дукълой, на гористом мысе (к западу от склепа гробницы) стоит жилая башня (гала) хорошей сохранности. В плане она прямоугольная и не сильно точно направлена с севера на юг.
В черте Верхнего Кокадоя до недавнего времени имелись 7 боевых и жилых башен и 18 солнечных склепов, которые были разрушены в 1944—1945 годах.

## Население
| 2002 | 2010 | 2012 | 2013 | 2014 | 2015 | 2016 |
| ---- | ---- | ---- | ---- | ---- | ---- | ---- |
| 321  | ↗420 | ↗431 | ↗433 | ↗447 | ↗465 | ↗481 |
| 2017 | 2018 | 2019 | 2020 | 2021 | 2023 | 2024 |
| ↗506 | ↗513 | ↗525 | ↗534 | ↘504 | ↗508 | →508 |

## Образование
- Кокадойская муниципальная основная общеобразовательная школа[20].